# Georgskirche (Kurbinovo)
Die Georgskirche liegt 2 km entfernt vom Dorf Kurbinovo in der Region Pelagonien im Südwesten Nordmazedoniens nahe dem Prespasee. Grabungen haben gezeigt, dass die aus dem 12. Jahrhundert stammende Kirche einst in einer Ansiedlung gelegen hat, die Ende des 18. Jahrhunderts zugunsten des heutigen Kurbinovo aufgegeben wurde. Das Gotteshaus ist dem heiligen Georg geweiht, einem römischen Offizier der kaiserlichen Armee, der im Jahr 303 in Nikomedia enthauptet wurde. 

## Datierung
Über die ersten Jahrhunderte der Kirche ist nichts bekannt. Lediglich eine aufgemalte Inschrift an der östlichen Seite des Altars nennt den 25. April 1191 als den Beginn der Freskoarbeiten, die in die erste Regierungszeit von Isaak II. Angelos (1185/95–1203/04) fallen. Dieser epigraphische Hinweis wurde 1958 während Konservierungsarbeiten entdeckt und bestätigt die 1940 von M. Radivoje Ljubinković durch ikonographische und stilistische Vergleiche angenommene Datierung. Die vorherigen spärlichen Publikationen haben die Entstehungszeit der Fresken fälschlicherweise für das 16. Jahrhundert angesetzt. Die Jahresangabe könnte möglicherweise auch auf die Errichtung der Kirche hinweisen. Wegen ihrer einfachen Architektur und der geringen Dimensionen könnte sie zwischen 1185 und 1190 erbaut worden sein.
Die Inschrift am Altar liefert allerdings weder Hinweise über die Umstände, unter denen die Kirche entstanden ist, noch wer ihr Förderer war oder wer die Fresken anfertigte. Andere schriftliche Zeugnisse sind nicht bekannt. Ein Stifterporträt an der Westwand könnte jedoch Aufschluss über den sozialen Status des Erbauers geben. Jedoch ist die Szene stark beschädigt, die Gesichter der vier Personen ausgelöscht und namensgebende Inschriften sind nicht vorhanden. Wegen der Kleidung und des Ausführungsjahres der Fresken wird eine der Personen als Isaak II. Angelos identifiziert, die weibliche Gestalt als seine Frau Margareta von Ungarn. Die dritte könnte Johannes X. Kamateros, Erzbischof von Ohrid, sein und die vierte unidentifizierte Figur eventuell dessen Schützling. Letzterer muss aber den höheren Kreisen angehört und zu einer einflussreichen Gruppe des Adels gehört haben. 

## Architektur
Der 15 × 7 m große Bau zählt zu den größten Saalkirchen Mazedoniens und ist von seiner Architektur her wenig repräsentativ. Er besteht lediglich aus einem langen, rechteckigen Kirchenschiff und einer halbrunden Apsis im Osten. Mittig am Wandverlauf der Apsis ist ein aus Mauerwerk bestehender Thron angebracht, davor steht der monolithische, kubische Altar. Der Bereich des Bemas ist durch zwei Absätze vom restlichen Kirchenboden erhöht.
Der Haupteingang liegt im Westen, während sich je eine Tür in den Seitenwänden befindet. Die nördliche ist beinahe auf Höhe der Fenster situiert, da diese Seite der Kirche von einem Hang begrenzt wird. Alle drei Eingänge werden von einer Lünette mit zwei Archivolten bekrönt. Die Wände im Norden und Süden sind beinahe unter dem Ansatz des Daches durch je zwei schmale, von Rundbögen überfangenen Fenstern durchbrochen, zwei weitere liegen paarweise angeordnet in der Apsis und eine siebte Fensteröffnung mit Rundbogen schafft in der westlichen Giebelzone Lichteinfall. Weiterhin durchbrechen zwei rechteckige Fenster die Südwand.
Neben der von zwei Archivolten überfangenen Apsis befinden sich zwei rechteckige Nischen mit Rundbogen auf Höhe der paarweise angeordneten Fenster. Diese nehmen symbolisch die Rolle der Prothesis und des Diakonikons ein. Zwei weitere rechteckige Vertiefungen sind an den Seitenwänden des Bemas eingelassen. Die im Süden ist zugesetzt und liegt deutlich tiefer als ihr Pendant, schneidet dabei aber immer noch geringfügig in die Figur eines Bischofs.
Die Wände der Kirche bestehen aus grob behauenem Stein, zusammengehalten von Mörtel. Flachere Steine und Ziegel liegen unregelmäßig um die Lünetten und Fenster herum sowie in der Apsiszone. Das obere zwei Drittel der östlichen Wand wird von zwei horizontalen Streifen aus Ziegeln geziert, die an die Cloisonné-Technik erinnern. Der untere Teil hingegen ist sehr grob ausgeführt. Im 11. Jahrhundert  wurde Byzanz von der Strömung erfasst, die Fassaden religiöser Gebäude lebhafter zu gestalten und sie durch Nischen, Ziegel und Friese aufzulockern. In Mazedonien wurde vor allem in Kastoria das Mauerwerk mit durch Ziegel geformte Muster dekoriert. Auch die Lünette mit doppelter Archivolte war seit dem 11. Jahrhundert in der byzantinischen Architektur weit verbreitet.

## Fresken

### Fassade
Die Georgskirche ist sowohl innen als auch außen mit Fresken verziert. An der westlichen Fassade wird bis auf Höhe des Türsturzes Ziegelmauerwerk in der Cloisonné-Technik imitiert. Weitere unechte Ziegel finden sich in der niedrigeren Apsiszone und der ersten Archivolte über der Südtür. Die am restlichen Kirchenmauerwerk angebrachten Fresken sind stark verwaschen. Besser erhalten sind zwei die westliche Lünette flankierende Reiter mit Heiligenscheinen, Schilden und Lanzen. Über dem linken Heiligen sind Reste zweier Personen in prächtiger Kleidung und imperialem Schuhwerk zu sehen, über dem rechten Reiter eine weitere bekleidete Figur. In der ersten Archivolte über der Tür ist eine zweizeilige Inschrift angebracht. Die Darstellung in der Nordlünette ist verloren. Stattdessen sind die geometrischen und floralen Muster der Archivolten außergewöhnlich gut erhalten. Im ersten Bogen der südlichen Lünette werden Ziegel imitiert, das zentrale Motiv des Paneels ist die Deesis, an der Georg beteiligt ist. Rechts von der Tür sind schwache Spuren von Figuren in kleinerem Maßstab, aufgeteilt in vier Register, zu erkennen.

### Innenraum
Der Kircheninnenraum ist von oben bis unten mit Malereien bedeckt, die sich in drei bis fünf Register gliedern. Die erste und unterste Zone imitiert eine Marmorverkleidung. Darüber befinden sich Heilige, die gleichermaßen die Türlaibungen bedecken. Die Figuren sind üblicherweise in einer Gruppe von drei Leuten angeordnet, so zum Beispiel die Arztheiligen Panteleimonas, Cosmas und Damian. Konstantin der Große und seine Mutter Helena sind an der Südwand zu sehen und auch unter den Heiligen anderer Kirchen zu finden. Die wichtigsten weiblichen Märtyrer sind an der Westwand mit Thekla, Petka, Theodora, Barbara, Kyriake und Katharina versammelt. Euphrosynus und die stillende Anna, Mutter Mariens, zeichnen sich als zwei der ältesten Darstellungen überhaupt aus. Eine wesentliche Figur der christlichen Mission unter den mazedonischen Slawen ist im Heiligen Kliment von Ohrid an der Nordwand verkörpert, während Kyrill und Methodius als Patrone der byzantinisch-slawischen Kultur gelten.
In der Zone darüber beginnt der Christuszyklus am Triumphbogen mit der Ankündigung. Gabriel befindet sich links von der Konche, Maria auf der rechten Seite. Die Abfolge setzt sich an der Südwand fort: Heimsuchung, Unterhaltung zwischen Maria und Elisabeth, Geburt Christi, Präsentation im Tempel, Taufe und Auferweckung des Lazarus. Im Westen wird die Passion durch den Einzug in Jerusalem eingeleitet, gefolgt von der Transfiguration, die üblicherweise nach der Taufszene dargestellt wird. Zwischen Einzug und Transfiguration wird der Westeingang durch die Koimesis bekrönt. Im Norden geht es weiter mit der Kreuzigung, der Kreuzabnahme, der Grablegung, den Frauen am Grab und dem Abstieg Christi in die Unterwelt. In der östlichen Giebelzone endet der Zyklus mit der Himmelfahrt. Ihr gegenüber an der Westwand ist die Pfingstszene zu sehen. Unter ihr befindet sich eine die komplette Breite der Mauer einnehmende Darstellung der Theophanie. Zwei monumentale und zwei Register einnehmende Ikonen von Christus und Georg sind sich gegenüberliegend an der ersten Bodenerhöhung angebracht.
Dreißig Propheten nehmen das vierte Register ein, allerdings nur an den Seitenwänden. Diese kündigen durch ihre Schriften die Wiederkehr Christi an. Zwei Figuren ganz im Osten der Wände tragen die gleiche imperiale Fußbekleidung wie jene an der Westfassade.
Die Apsis zeigt in ihrer von Ornamenten und einer Inschrift eingefassten Konche die thronende Maria mit dem Christuskind in ihren Armen, flankiert von Michael und Gabriel. Darunter schreiten acht Kirchenväter auf den neugeborenen Christus zu, welcher für seine rituelle Opferung auf einem Altar liegt. Diese Szene erscheint in der byzantinischen Kunst zum ersten Mal in der Georgskirche von Kurbinovo und leistet somit einen enormen Beitrag zur Entwicklung der Szenenvielfalt. Das Thema ist durch die seit der zweiten Hälfte des 11. Jahrhunderts bestehende hitzige Diskussion in Konstantinopel über das eucharistische Opfer aufgekommen und wird bis zum Mittelalter immer wieder als Darstellung aufgegriffen. 
Manche Türöffnungen und Fensterrahmungen weisen ein Dekor in Form von Linien auf, die an die Äderung von Marmor erinnern. Eine ähnliche Aufmachung könnten der Altar und der Thron erhalten haben.
Dieses Bildprogramm wird normalerweise in Kirchenbauten mit einer Kuppel verwendet. Da die Georgskirche lediglich ein Giebeldach aufweist, mussten die Darstellungen an diesen Raum angepasst werden. So befinden sich zum Beispiel die normalerweise im Kuppeltambour angebrachten Propheten an den oberen Seitenwänden oder auch die Theophanie in der vierten Zone der Westwand.

### Künstler und Stil
Es scheinen mindestens drei Maler an der Freskendekoration beteiligt gewesen zu sein, diese bleiben jedoch anonym. Es ist allerdings ein Unterschied in ihrer Fertigkeit zu verzeichnen. So erschuf der Fähigste unter ihnen die Christus- und Georgikone sowie diejenigen Darstellungen an der oberen Ostwand. Ein weiterer machte sich an den Seitenwänden zu schaffen, während sich der Unbegabteste an der Westwand, dem unteren Teil der Ostwand und an einer Partie im Norden versucht hat. Es wird davon ausgegangen, dass lokale Künstler an den Fresken beteiligt gewesen sind und der Meister im nicht weit entfernten Kastoria 1180 die Kirche der Arztheiligen Cosmas und Damian ausgestaltet hat.
Was den Stil angeht, so beschreibt dieser die letzte Entwicklungsphase der komnenischen Kunst, jedoch sind kleinere Abweichungen von der sonst angewandten strikten Symmetrie im Bildaufbau zu verzeichnen. Weitere Merkmale der Künstler sind die stark verlängerten Körper und die Ausdruckslosigkeit in den Gesichtern der Figuren. Stattdessen wird die Kleidung mit ihrem unruhigen Faltenwurf als Emotionsträger genutzt, die sich an Hüften, Armen und Beinen entlang schlängelt oder teilweise losgelöst in Folge schneller Bewegung hinter einer Person her flattert. Lediglich durch diesen Aspekt wird ein Einblick in die Gefühlswelt der Figuren gegeben. Eine Ausnahme hierfür bildet der unbegabteste Maler, der in der Koimesisszene die Trauer über die Entschlafung der Gottesmutter in den Gesichtern der Anwesenden zur Schau stellt.

## Erhaltungszustand und Veränderungen
Die Malereien im Inneren haben bis auf die der Ostwand an Farbintensität verloren. Was die erste Zone mit Marmorimitationen angeht, so ist diese zwischen dem Thron in der Apsis und der Südtür sowie an der Nordtür nicht mehr vorhanden. Im zweiten Register sind fast alle Heiligenfiguren der Südwand durch das Eindringen von Feuchtigkeit verloren oder stark beschädigt, da die Mauer nicht wie im Norden durch einen Hang isoliert wird.
Die nördliche Türlaibung ziert der Reiterheilige Demetrius, der allerdings nicht zum ursprünglichen Dekor gehört. Er wird auf das Ende des 16. Jahrhunderts oder den Anfang des 17. Jahrhunderts datiert. In letzteres Jahrhundert könnten auch die Fresken der Südfassade (ausgenommen derer der Lünette) fallen, nach einer Studie von M. Miljković-Pepek hingegen in das 14. Jahrhundert.
Ein Brand hat kurz vor der Mitte des 19. Jahrhunderts die Kirche beschädigt, vor allem die Südwand. Hierbei wurde auch deren Vorbau zerstört. Die auf das Ereignis folgende Restaurierung 1847 resultierte in einigen unglücklichen Veränderungen, zum Beispiel die Beschädigung der Fresken im oberen Wandbereich durch die Ersetzung der Holzdecke oder die Zusetzung der beiden seitlichen Türen sowie der Durchbruch der zwei rechteckigen Fenster in der Südwand. Die an der ersten Bodenerhöhung stehende ursprüngliche Ikonostase wurde durch eine andere ersetzt. An der westlichen Fassade wurden die Reiterheiligen und das Fresko der Lünette durch drei andere Reiter ersetzt.
Weitere Restaurierungsmaßnahmen fanden in der ersten Hälfte des 20. Jahrhunderts statt. Dabei wurden spätere Zusätze wie ein Vorbau im Westen entfernt, der noch durch die sich leicht abzeichnende Form an der Fassade erahnt werden kann. 1958 wurden folgende Arbeiten ausgeführt: Abnehmen des Dachs und Erhöhen der Mauern um 50 cm, Öffnung der seitlichen Türen und Erneuerung der Bodenerhöhungen. Weiterhin wurden die Fresken gesäubert und restauriert sowie die ursprünglichen Reiterheiligen der Westwand wieder freigelegt.

## Galerie

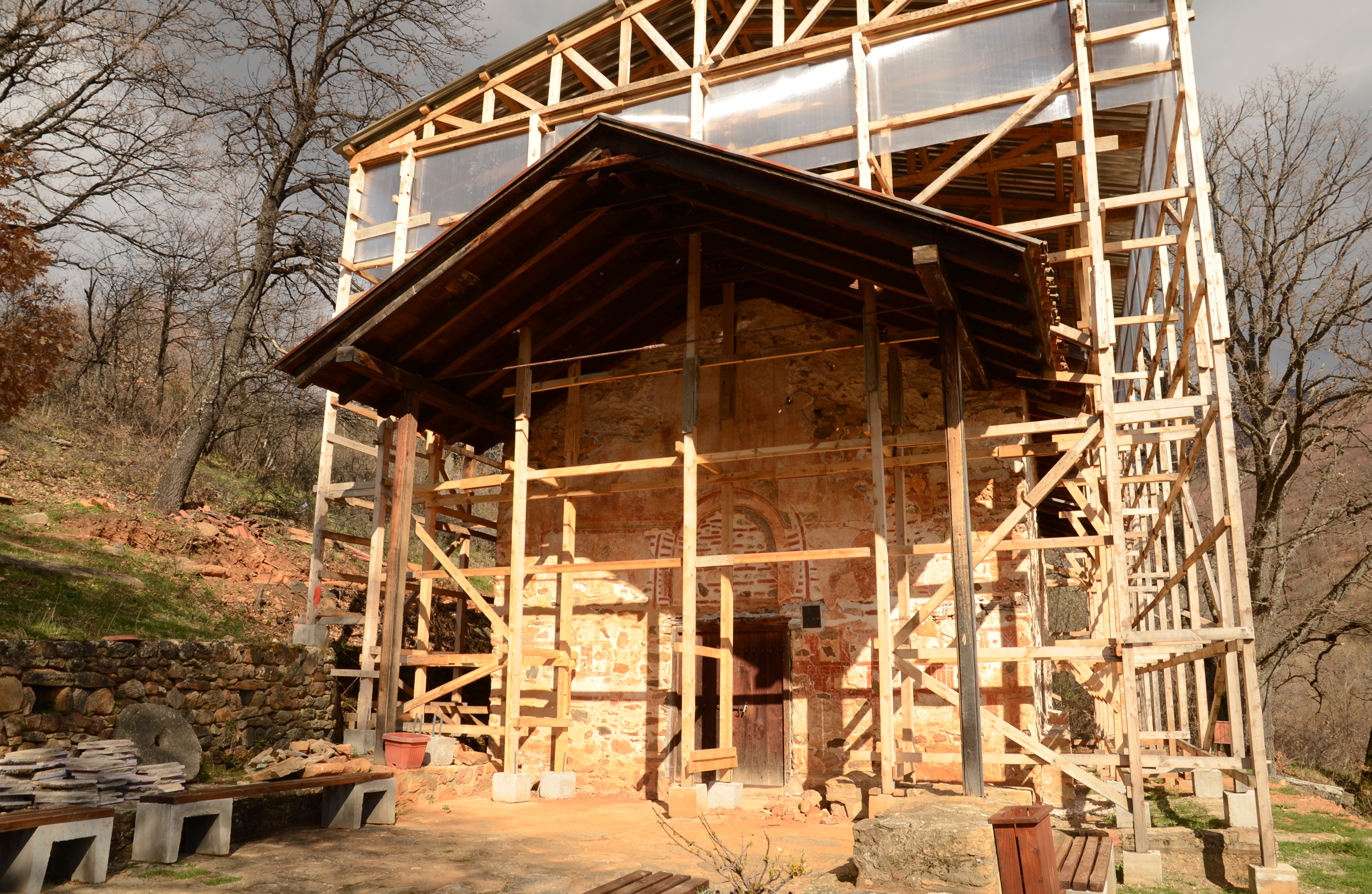
Westfassade der Kirche
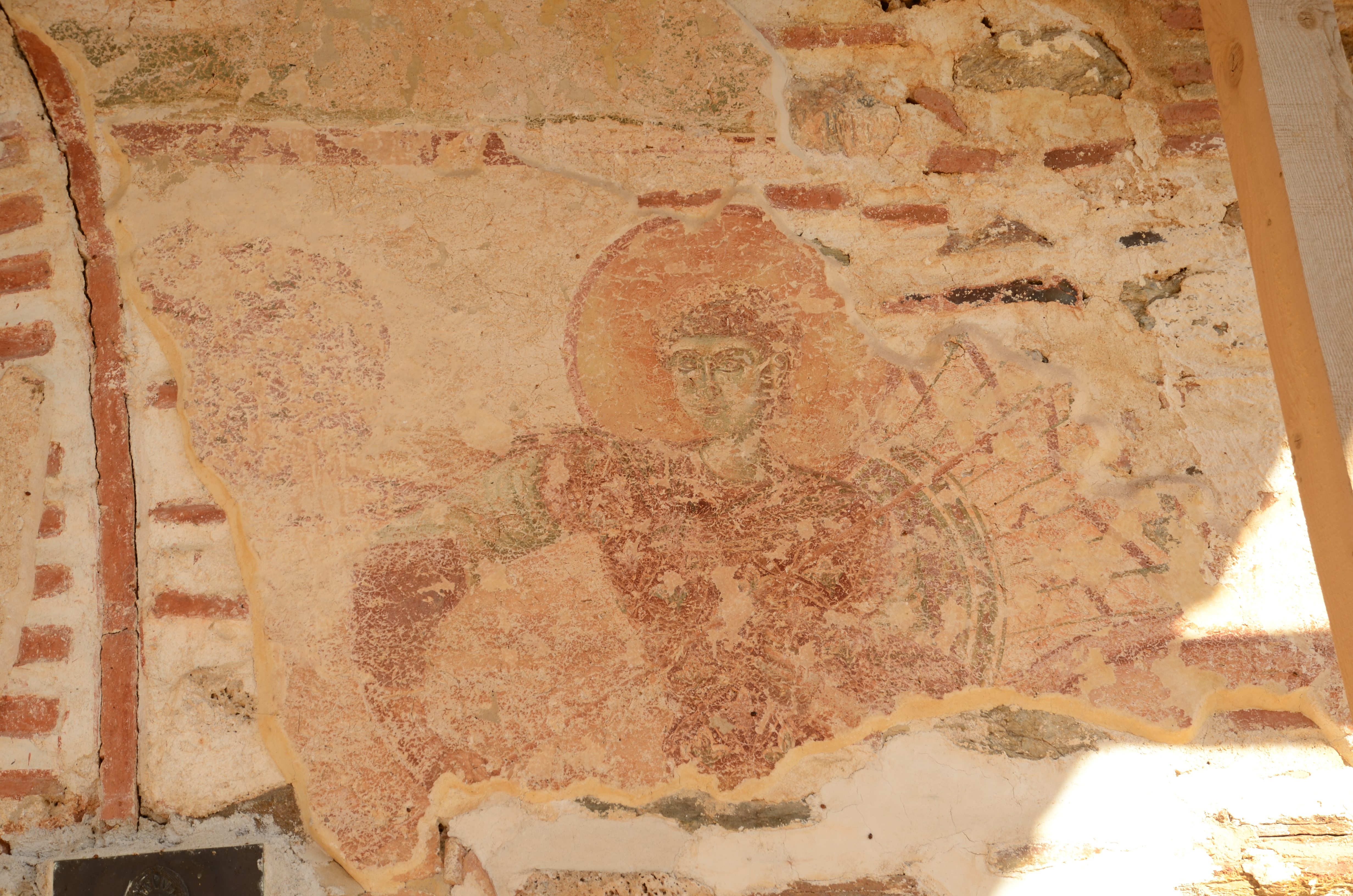
Reiterheiliger an der Westfassade, rechts von der Eingangstür
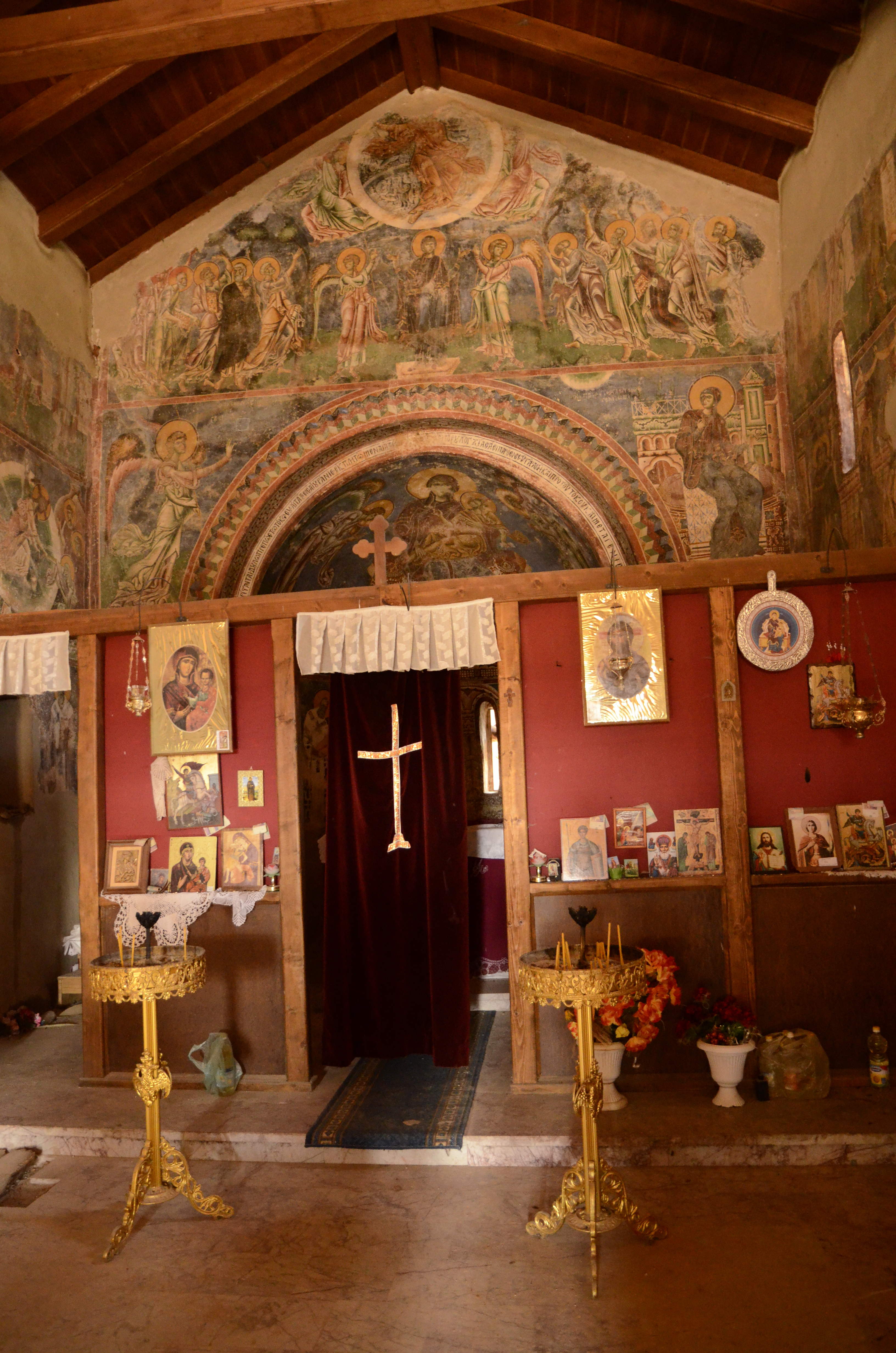
Blick nach Osten auf die Ikonostase
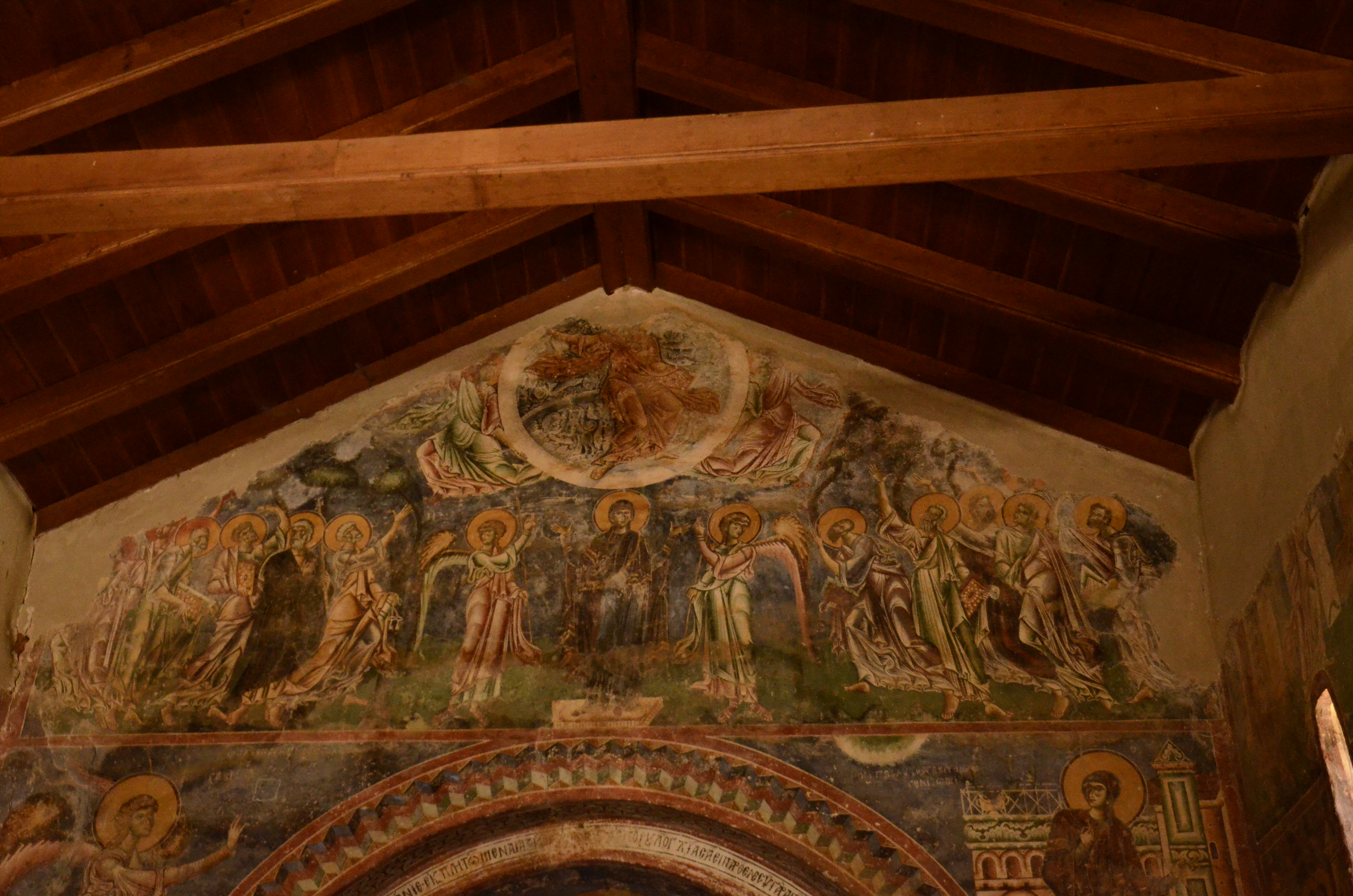
Fresken an der östlichen Giebelzone
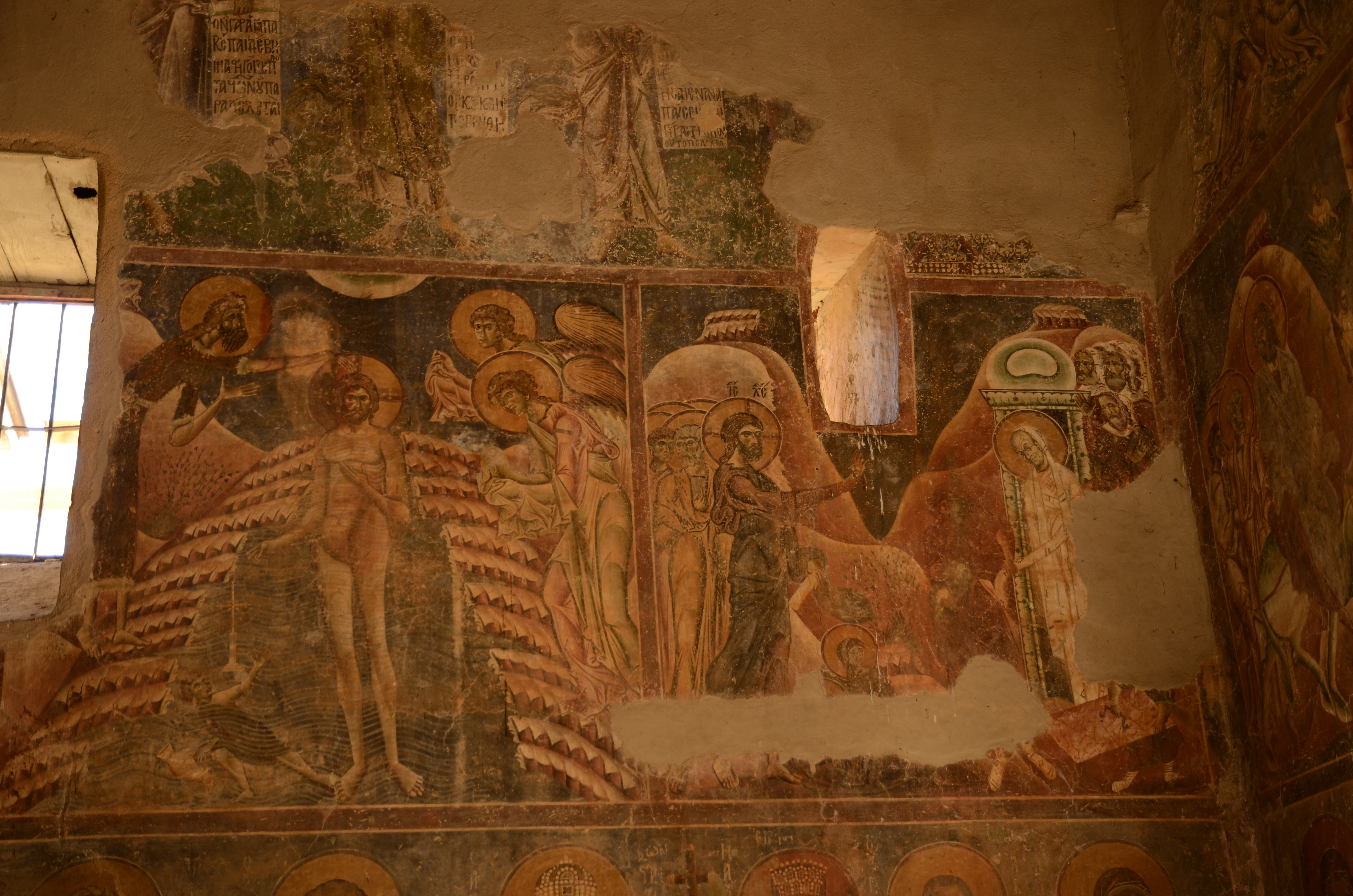
Taufe und Auferweckung des Lazarus, Südwand
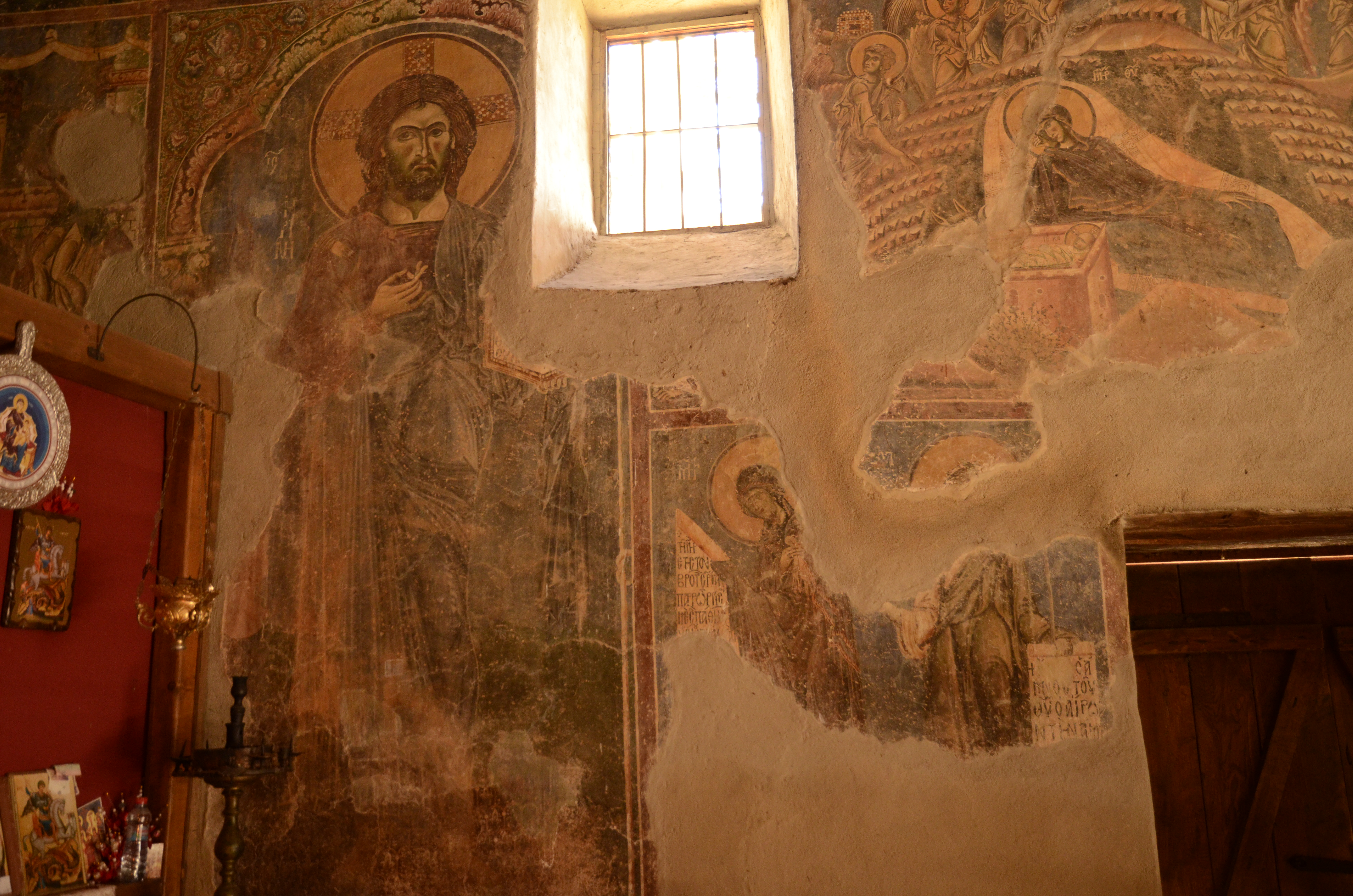
Christusikone und Geburt Christi, Südwand
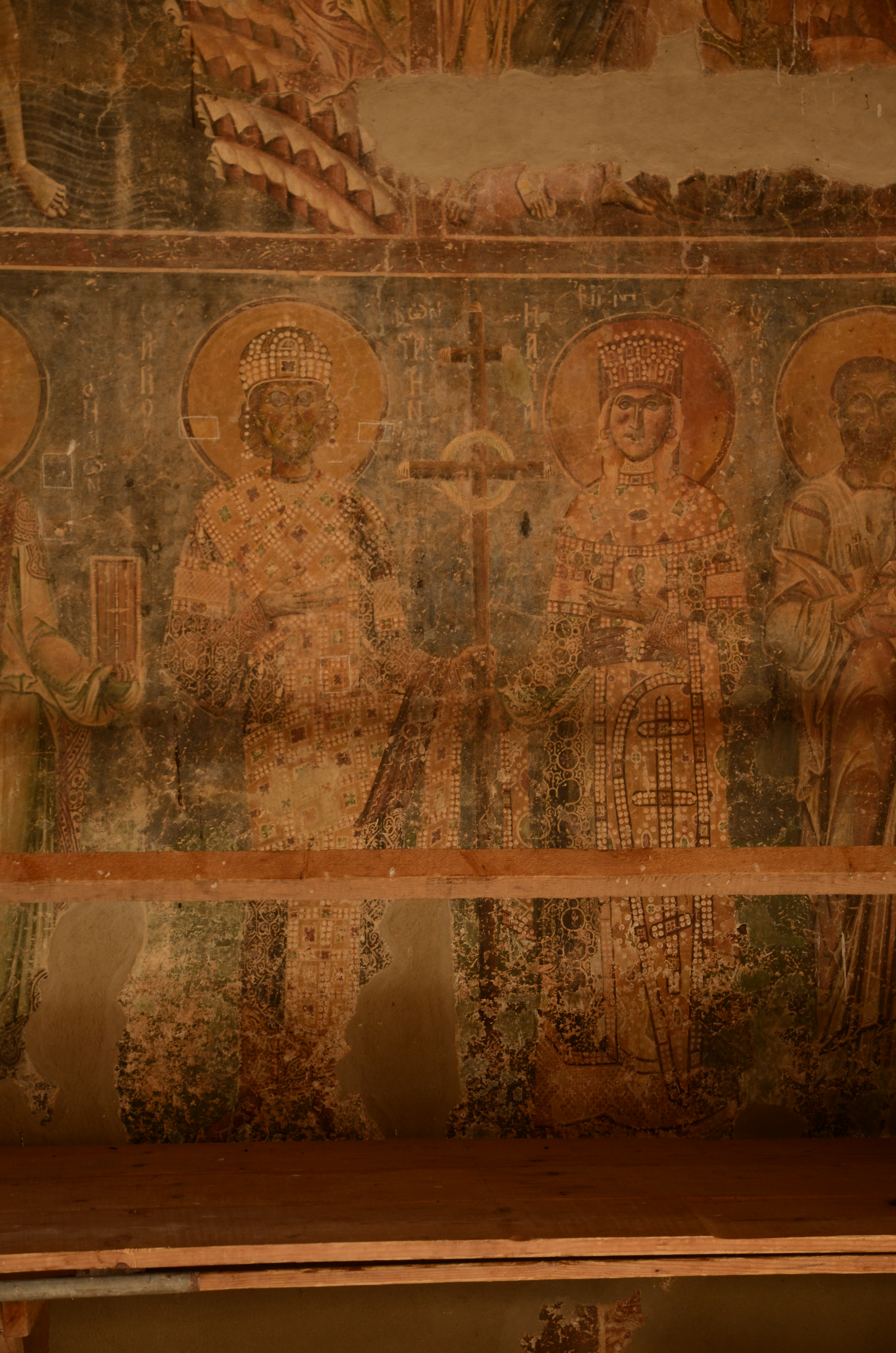
Konstantin der Große und Helena, Südwand
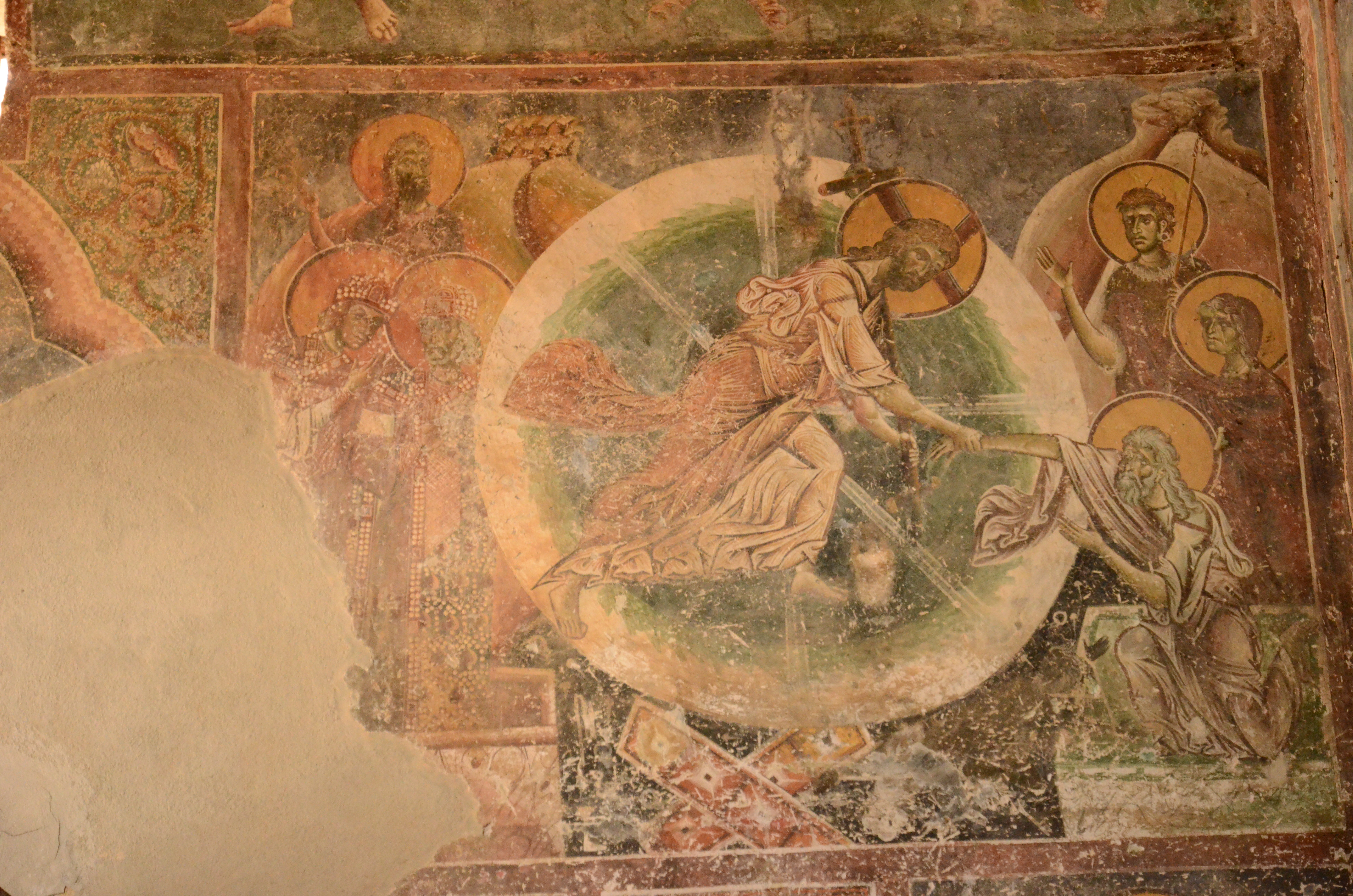
Abstieg in die Hölle, Nordwand
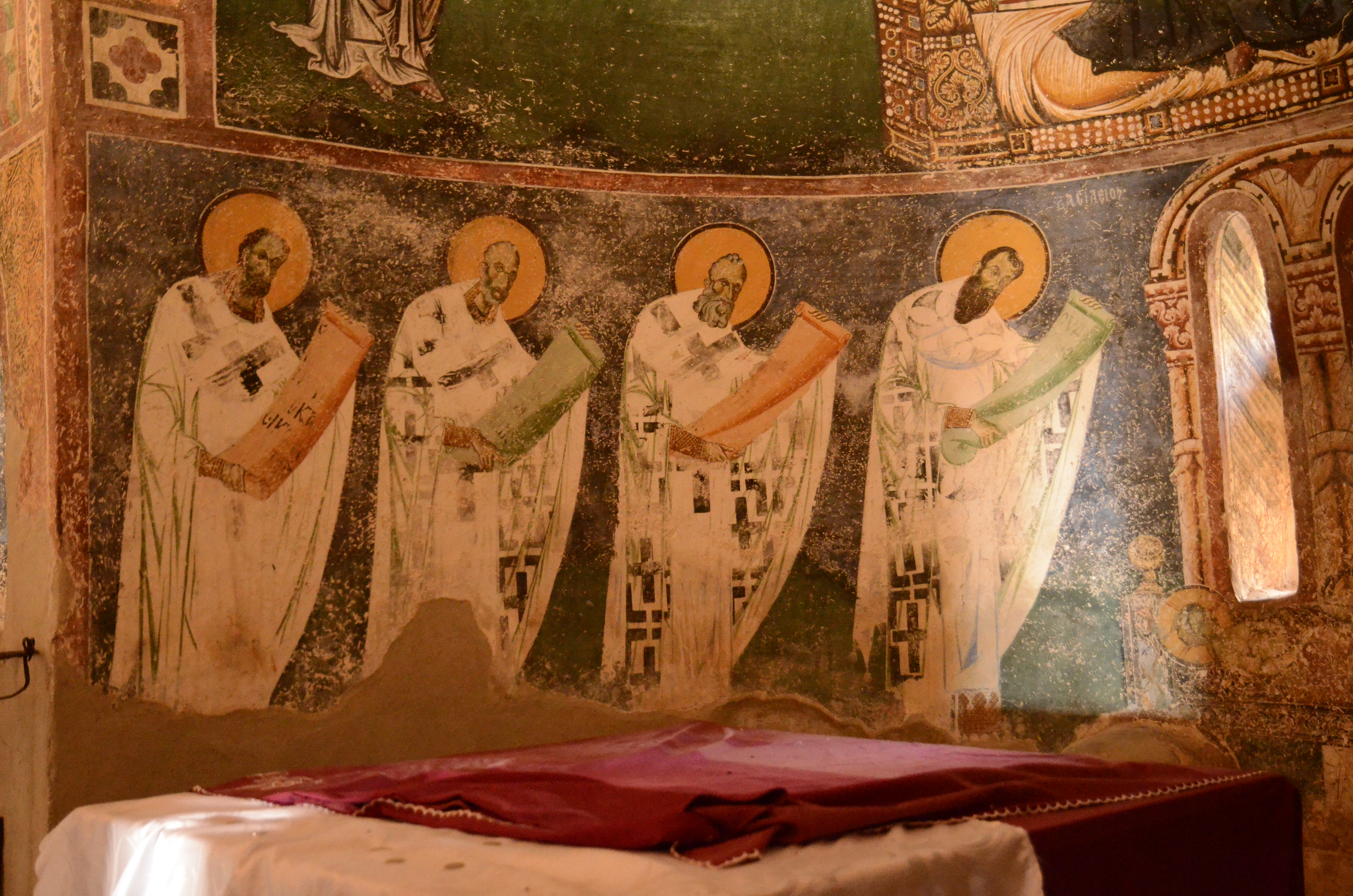
Kirchenväter im linken Teil der Apsis
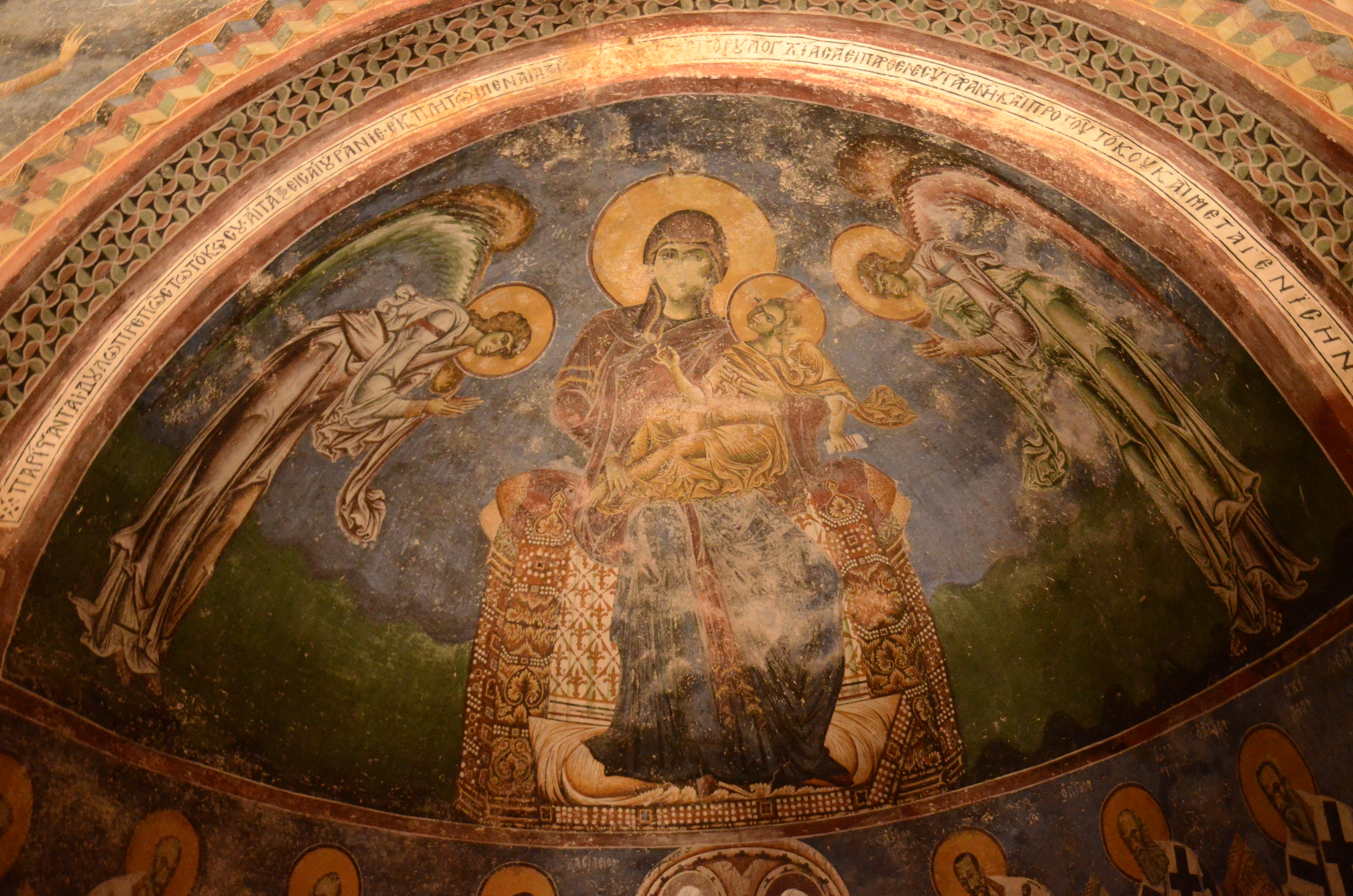
Maria mit dem Christuskind in der Apsis